# 26 Gwardyjski Korpus Strzelecki
26 Gwardyjski Korpus Strzelecki (ros. 26 гвардейский стрелковый корпус)  – wyższy związek taktyczny Armii Czerwonej.
26 Gwardyjski Korpus Strzelecki powstał w 1943, na bazie 30 Korpusu Strzeleckiego. W czasie walk na ziemiach polskich 26 Gwardyjski Korpus Strzelecki dowodzony przez gen. mjr Pawła Firsowa, uczestniczył m.in. w złamaniu oporu armii niemieckiej w Skierniewicach, przyczyniając się do zakończenia okupacji niemieckiej na tym terenie. Szlak bojowy zakończył w rejonie Kostrzynia nad Odrą

## Dowódcy korpusu
- gen. mjr Paweł Firsow[3] (24.04.1943 - 09.05.1945)[1]

## Struktura organizacyjna
Skład 16 kwietnia 1945:
- 89 Gwardyjska Dywizja Piechoty
- 94 Gwardyjska Dywizja Strzelecka
- 266 Dywizja Piechoty